# Gilles Rondy
Gilles Rondy (Brest, 4 de septiembre de 1981) es un deportista francés que compitió en natación, en la modalidad de aguas abiertas.
Ganó dos medallas en el Campeonato Europeo de Natación, plata en 2002 y bronce en 2006, ambas en la prueba de 25 km.

## Palmarés internacional
| Campeonato Europeo | Campeonato Europeo | Campeonato Europeo | Campeonato Europeo |
| Año                | Lugar              | Medalla            | Prueba             |
| ------------------ | ------------------ | ------------------ | ------------------ |
| 2002               | Berlín (Alemania)  | Medalla de plata   | 25 km              |
| 2006               | Budapest (Hungría) | Medalla de oro     | 25 km              |